# Обнинский, Глеб Борисович
Глеб Бори́сович Обни́нский (3 сентября [22 августа] 1900, Псков, Российская империя — 1951, Ницца, Франция) — российский военный, поручик. Участник Гражданской войны на стороне белых.

## Биография

### Детство

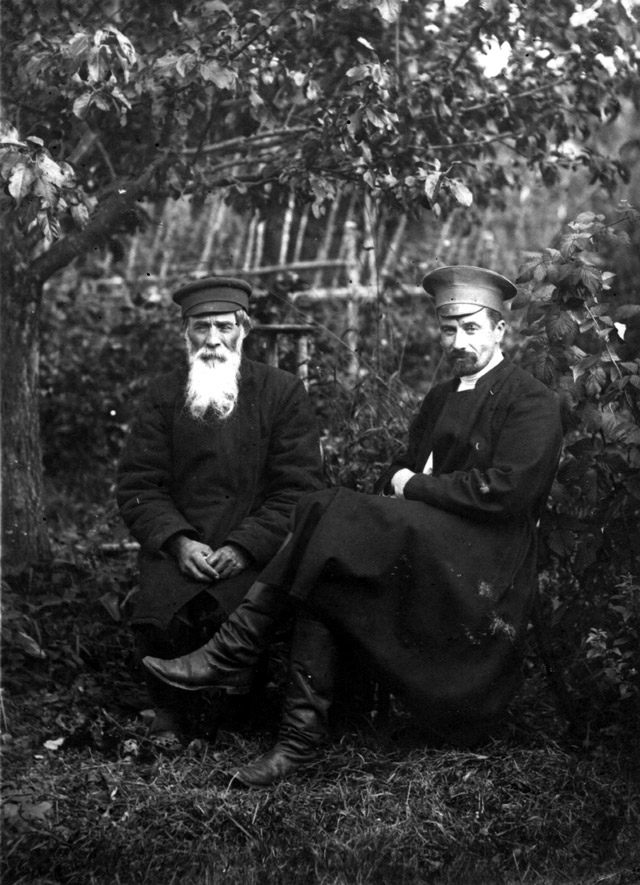
Отец Глеба Обнинского Борис Обнинский (справа) и Михаил Петров, владелец фабрики в Самсонове. Фотография начала XX века

Глеб Обнинский происходил по отцу, Борису Петровичу Обнинскому, из обрусевшей шляхетской семьи. Его отец, вслед за своим отцом Петром Наркизовичем Обнинским, дедом Глеба, окончил в 1898 году юридический факультет Московского Императорского университета. Полученное высшее образование дало возможность Борису Обнинскому отбывать воинскую повинность в течение лишь одного года и самому выбирать место службы. На правах вольноопределяющегося 1-го разряда Борис Обнинский выбрал Севастополь и был принят на службу канониром 6-й роты Севастопольской крепостной артиллерии. Через год Борис Обнинский выдержал экзамен на первый офицерский чин — прапорщика запаса, но решил не оставаться на военной службе, а начать карьеру юриста. В Севастополе Борис Обнинский познакомился с Юлией Самойловной Болончук, на которой вскоре женился. Уйдя в запас, Борис Обнинский с молодой женой уехал в Псков, где начал службу шефом Ревизионного комитета Военного совета.
(3 сентября [22 августа] 1900 года в Пскове в семье Обнинских родился первый сын Глеб (второй сын Никита родился в 1903 году). 24 августа (5 сентября) 1901 года Глеб Обнинский был крещён в церкви Святой Епифании. Крёстными родителями мальчика стали его тётя по отцу Анна Петровна Трояновская (жена врача и коллекционера Ивана Трояновского) и знакомый семьи — потомственный дворянин, присяжный поверенный Пётр Александрович Хотяинцев.
После смерти Петра Наркизовича Обнинского Борису Обнинскому, младшему из четырёх детей, в 1905 году отошла по наследству усадьба Белкино и 434 десятины земли. Жена Бориса Обнинского с детьми Глебом и Никитой переехала в Белкино, но он сам, занятый по службе в Витебске, смог окончательно переехать в родовое имение только в 1906 году. С началом жизни в Белкине Глеб Обнинский стал постоянно общаться с близкими по возрасту и жившими по соседству в Турликах двоюродными братом и сестрой Петром и Лией — детьми Виктора Обнинского, пока последний не продал Турлики в 1909 году Маргарите Морозовой.
Вся жизнь в Белкине была насыщена для Глеба Обнинского общением с родственниками и гостями. Чаще других в Белкине бывали его крёстная мать и тётя Анна Трояновская с мужем и дочерью Анютой, приезжавшие из соседних Бугров. Ставили домашние спектакли, играли в шарады и другие игры, в непогожие дни в двусветном зале усадьбы читали вслух и танцевали «под Дункан». В летнее время играли перед домом в крокет. По семейной легенде, в белкинском имении, приобретённом Наркизом Обнинским в 1840 году у Анны Бутурлиной, бывал Пушкин, и одна из беседок носила название «пушкинской». В ней проходили семейные чаепития и литературные чтения. Среди гостей Белкина были Валерий Брюсов, Василий Поленов, Валентин Серов, Пётр Кончаловский.

### Бегство из Белкина
Летом 1918 года вместе с отцом бежал из родовой усадьбы Белкина (по легенде — через подземный ход), спасаясь от ареста ЧК, в Севастополь, где 1 февраля 1919 года был зачислен юнкером в Константиновское военное училище (бывшее 1-е Киевское Великого Князя Константина Константиновича военное училище). За отличные успехи в сентябре 1919 года был переведён в старший класс.
С 26 декабря 1919 года по 28 апреля 1920 года в числе других курсантов-юнкеров Константиновского училища, половина из которых погибла, участвовал в обороне Перекопского перешейка в Крыму от красных. 15 января за отличие в деле и беспримерную храбрость был награждён Георгиевским крестом 4-й степени.
30 июля 1920 года среди других юнкеров Константиновского училища принял участие в десантной операции Русской армии П. Н. Врангеля по удержанию захваченной белыми Новороссии. Русская армия вместе с юнкерами захватила станицу Тимашевскую, откуда угрожала Екатеринодару, но была остановлена и разбита Красной Армией и 29 августа 1920 года покинула Новороссию.
В ноябре 1920 года с остатками Белой армии бежал из оставленного Врангелем Крыма в Константинополь. 22 ноября 1920 года Константиновское училище вместе с частями 1-го Армейского корпуса Русской армии под командованием генерала А. П. Кутепова, в состав которого оно входило, развернулось лагерем на Галлиполийском полуострове. Жили курсанты в старых бараках и палатках. С января 1921 года Константиновское училище возобновило занятия. По окончании училища 5/18 декабря 1920 года (LXVII выпуск) Глеб Обнинский приказом по Русской армии был произведён в поручики и оставлен в училище на должности младшего офицера.
Константиновское училище существовало только благодаря очень скудной материальной помощи Франции — в условиях, близких к экстремальным: еды не хватало, зимняя жизнь в бараках и палатках была на грани выживания. В ноябре 1921 года Глеб Обнинский получил нагрудный памятный знак «Крест», учреждённый Врангелем 15 ноября 1921 года как знак признания подвига «галлиполийцев». Этой же осенью Франция полностью свернула оказание помощи Русской армии. Константиновское училище было принято Болгарией и в январе 1922 года перебазировалось в Горную Джумаю. В Болгарии состоялся последний 69-й выпуск училища, после чего оно было расформировано, а офицерам было предложено выбрать себе место жительства и другое занятие.
Глеб Обнинский оформил визу на выезд во Францию, подтвердив, что он не является большевиком и не рассчитывает на помощь французского правительства, и в марте 1924 года выехал из Софии в Ниццу, в которой прожил, с трёхлетним перерывом на депортацию в нацистскую Германию, до конца жизни. Получив нансеновский паспорт, без гражданства и знания французского языка, окончил курсы шофёров, получил водительские права и занимался развозкой напитков и продуктов. Вскоре женился на русской эмигрантке Элизабет Полторацкой, бравшей домашние заказы на шитьё. Подавал заявление на получение французского гражданства, но никогда его не получил. Дети Обнинского получили французское гражданство в 1939 году на основании заявления отца по новому положению о гражданстве.
В период Второй мировой войны был схвачен в 1942 году во время облавы и депортирован в Германию, где работал шофёром. В апреле 1945 года вернулся во Францию. После смерти жены в июне 1946 года работал, чтобы прокормить семью, развозчиком товаров и на обувной фабрике.
Умер от туберкулёза в 1951 году. Похоронен в Ницце рядом с женой Элизабет Обнинской.

## Семья

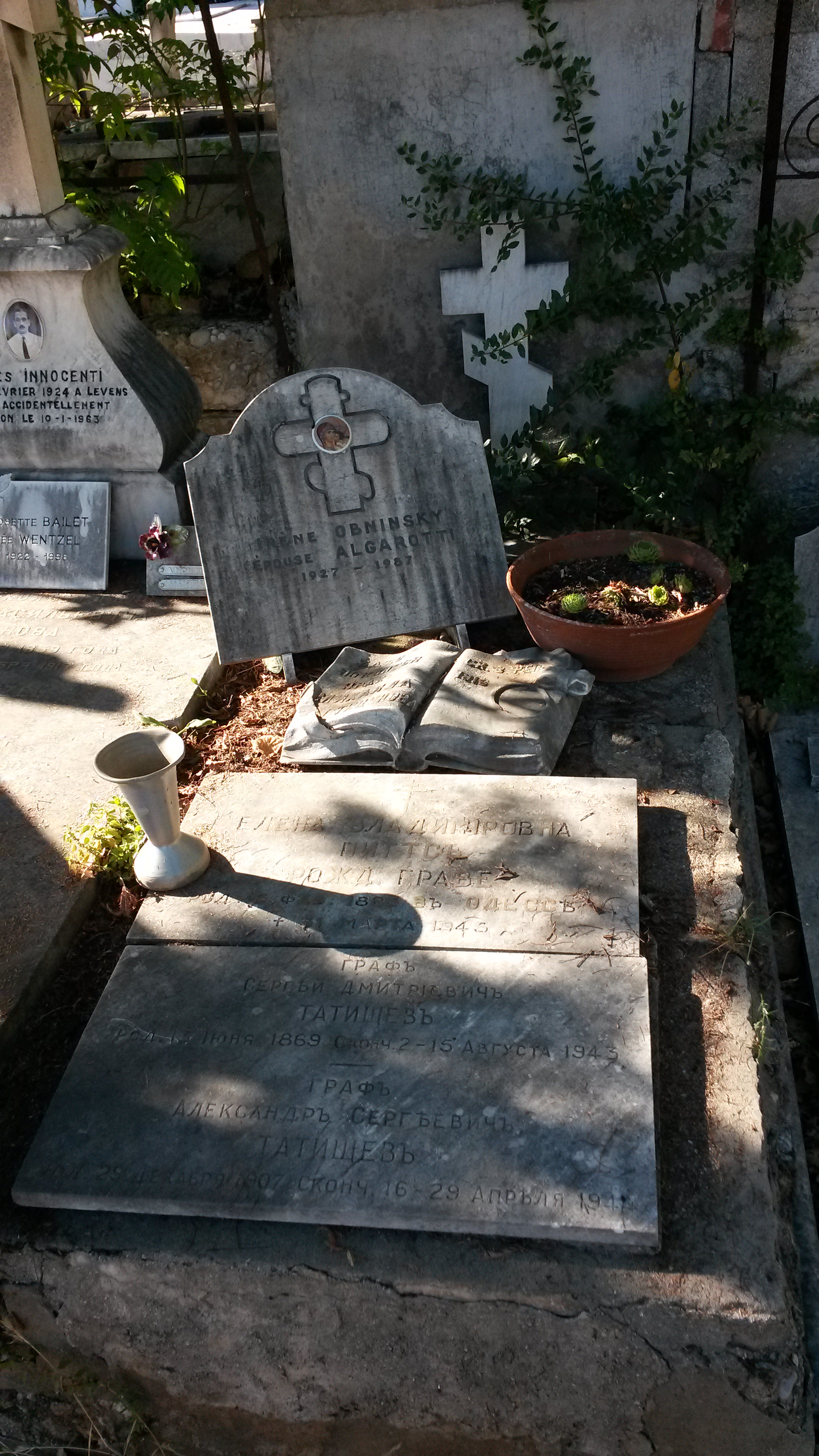

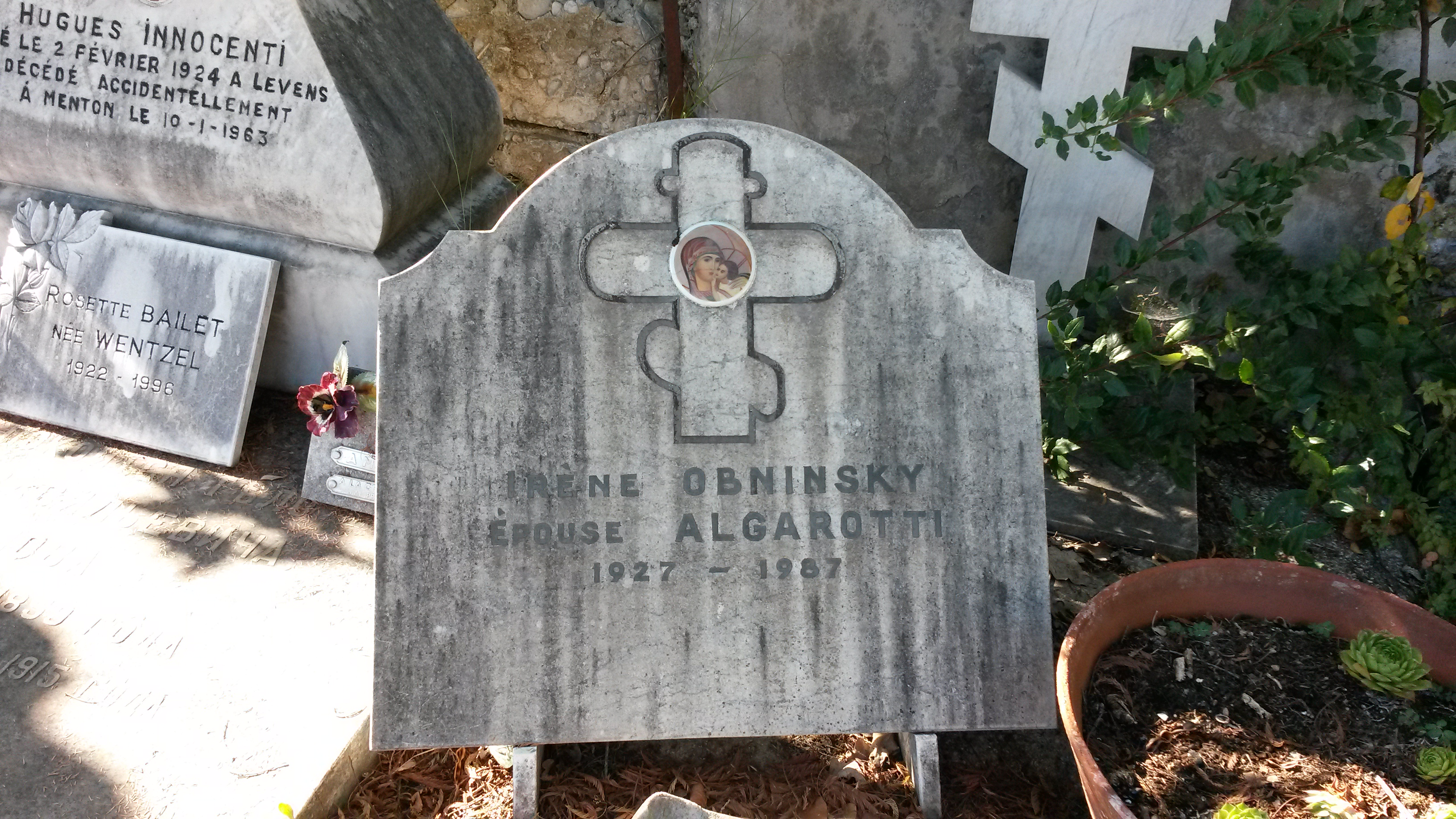
Могила дочери Глеба Обнинского Ирины Алгаротти на Русском кладбище в Ницце

- Прадед — Наркиз Антонович Обнинский (1796—1863), российский военный, общественный деятель.
- Дед — Пётр Наркизович Обнинский (1837—1904), российский юрист, публицист, общественный деятель.
- Родители:
  - Борис Петрович Обнинский (?—1920), юрист. В начале 1900-х годов работал судебным следователем Московского окружного суда. Остался в Крыму после отхода Петра Врангеля, был расстрелян красными.
  - Мать — Юлия Самойловна Обнинская (урождённая Болончук; 1877—1941).
- Жена — Элизабет Обнинская (урождённая Полторацкая; ?—1946).
- Дети:
  - Александр Глебович Обнинский (1925—2016). В семнадцатилетнем возрасте во время Второй мировой войны вступил в движение «Французские вольные стрелки и партизаны»; был награждён дипломом и званием «Патриот». В 1944 году продолжил службу в действующей армии военнослужащим II класса на автобазе.
  - Ольга Глебовна Бермон (урождённая Обнинская, р. 1927).
  - Ирина Глебовна Алгаротти (урождённая Обнинская, 1930—?).